# 탄자니아의 부통령
탄자니아의 부통령은 탄자니아에서 두 번째로 높은 정치직을 가지고 있다. 부통령은 탄자니아 대통령과 단일 티켓으로 출마하며 대통령직 승계 서열 1위를 달리고 있다.
탄자니아 헌법 제37조에 따르면 대통령이 사망하거나 사임하거나 영구 결격 또는 실격된 경우 부통령은 임기의 균형을 위해 대통령직에 오른다. 제40조에 따르면, 이러한 방법으로 대통령에 오른 부통령은 5년 임기의 3년 미만이면 그 자신의 권리로 2번의 전임 임기를 할 수 있다. 부사장이 3년 이상 남은 상태에서 승진할 경우 이들은 한 차례만 연임할 수 있다.
예를 들어, 사미아 술루후 하산이 대통령직에 직접 오른 최초의 부통령이 되었을 때, 그녀는 전임자인 존 마구풀리의 러닝메이트로 재선된 지 불과 1년 만에 그렇게 했다. 그녀는 2025년에 총선에 출마할 자격이 있지만, 만약 그녀가 승리한다면 2030년에 퇴임해야 할 것이다.

## 부통령 목록
탕가니카와 잔지바르 인민공화국이 1964년 탄자니아를 수립한 이후, 탄자니아는 1995년 단일 사무실이 설립될 때까지 제1부통령과 제2부통령 두 명을 두었다.

## 같이 보기
- 탄자니아의 대통령